# Paratanella
Paratanella is een geslacht van kreeftachtigen uit de klasse van de Ostracoda (mosselkreeftjes).

## Soorten
- Paratanella levisculpta (Bonaduce, Masoli, Minichelli & Pugliese, 1980) Jellinek, 1993
- Paratanella pulchra (Zhao (Yi-Chun) & Whatley, 1989) Jellinek, 1993
- Paratanella scindata Jellinek, 1993